# Ясуока (Наґано)

35°22′38″ пн. ш. 137°50′45″ сх. д. / 35.37722° пн. ш. 137.84583° сх. д.
Ясуо́ка (яп. 泰阜村, やすおかむら, МФА: [jasu.oka muɾa]) — село в Японії, в повіті Сімо-Іна префектури Наґано. Станом на 1 квітня 2009 площа села становила 64,54 км². Станом на 1 липня 2011 населення села становило 1906 осіб.